# Dulce Nombre de Culmí (ort)
Dulce Nombre de Culmí är en ort i Honduras.   Den ligger i departementet Departamento de Olancho, i den centrala delen av landet, 210 km nordost om huvudstaden Tegucigalpa. Dulce Nombre de Culmí ligger 526 meter över havet och antalet invånare är 2 091.
Terrängen runt Dulce Nombre de Culmí är varierad. Runt Dulce Nombre de Culmí är det mycket glesbefolkat, med 7 invånare per kvadratkilometer. Det finns inga andra samhällen i närheten. 